# Itamar Procaccia
Itamar Procaccia (Tel Aviv, 29 de setembro de 1949) é um físico e químico israelense, que trabalha nas áreas de Física estatística, dinâmica não-linear e turbulência
Procaccia estudou química na Universidade Hebraica de Jerusalém, onde obteve o diploma em 1973 e um doutorado em química teórica em 1976. De 1977 a 1979 esteve no pós-doutorado no Instituto de Tecnologia de Massachusetts. Está desde 1979 no Instituto Weizmann, onde tornou-se em 1985 professor.
É fellow da American Physical Society e da Academia Leopoldina. Recebeu o Prêmio Israel de Física de 2009. Recebeu o Prêmio EPS de Estatística e Física Não-Linear.

## Publicações selecionadas
- Peter Grassberger, Itamar Procaccia Measuring the Strangeness of Strange Attractors, Physica D, 9, (1983), 189–208
- Peter Grassberger, Itamar Procaccia Characterization of strange attractors, "Physical Review Letters", 50, (1983), 346–349
- Thomas C. Halsey, Mogens H. Jensen, Leo P. Kadanoff, Itamar Procaccia, and Boris I. Shraima  "Fractal measures and their singularities: The characterization of strange sets", "Physics A", 33 1141 (1986)